# Ulrich Reitz
Ulrich Reitz (* 22. Oktober 1960 in Mönchengladbach) ist ein deutscher Journalist. Er war zwischen Oktober 2014 und Februar 2016 Chefredakteur des Nachrichtenmagazins Focus. Seitdem ist er weiterhin Focus online-Chef-Korrespondent und Gesprächspartner des Focus auf Youtube, teilweise unter dem Titel „Reitz-Thema“.

## Beruflicher Werdegang
Reitz, der an der Universität Bonn Politikwissenschaft und Germanistik mit Magisterabschluss studiert hat, begann während des Studiums seine journalistische Tätigkeit beim örtlichen General-Anzeiger. Direkt nach dem Studium absolvierte er ab 1985 ein Volontariat bei der Tageszeitung Die Welt, ebenfalls in Bonn. Dort war er anschließend als Redakteur im Nachrichtenressort tätig, bevor er 1987 in die Parlamentsredaktion wechselte. 1989 übernahm er das Ressort Innenpolitik.
1992 wechselte er als erster Leiter des Bonner Redaktionsbüros zum Magazin Focus.
Im Oktober 1997 übernahm er die Chefredaktion der Rheinischen Post in Düsseldorf.
Er war von Juli 2005 bis Juni 2014 Chefredakteur der Westdeutschen Allgemeinen Zeitung (WAZ) in Essen, zudem von Dezember 2009 bis Dezember 2010 Chefredakteur des Onlineportals DerWesten und Chef des zentralen Content Desks der WAZ-NRW-Titel in Essen. Als Mitglied der Geschäftsleitung der WAZ-Mediengruppe vertrat er zudem die Angelegenheiten aller Zeitungsredaktionen des Hauses.
Am 1. Oktober 2014 trat er die Nachfolge von Jörg Quoos als Chefredakteur des Focus an.
Am 21. Januar 2016 gab der Konzern Hubert Burda Media bekannt, dass Robert Schneider ab 1. März 2016 seinen Posten als Chefredakteur des Focus übernehmen wird. Bis Januar 2017 war er Editor-at-large für die Themengebiete Politik und Debatte des Focus. Seit Februar 2021 ist Reitz Chefkorrespondent bei Focus Online.
1996 veröffentlichte Reitz eine Biographie über Wolfgang Schäuble.
Am 1. September 2008 wurde Reitz die Ehrennadel des Westdeutschen Handwerkskammertags verliehen.

## Privates
Ulrich Reitz lebt heute in Düsseldorf. Er ist verheiratet und hat fünf Kinder.

## Schriften
- Wolfgang Schäuble. Die Biographie. Mit Farbfotos von Laurence Chaperon. 1. Auflage. Lübbe, Bergisch Gladbach 1996, ISBN 3-7857-0832-7 (Neuauflage 1998, ISBN 3-404-61421-6).
- Wolfgang Stock, Kai Diekmann, Ulrich Reitz: Roman Herzog. Der neue Bundespräsident im Gespräch. Lübbe-Verlag, Bergisch Gladbach 1994, ISBN 3-404-61299-X.